# Die Doofen
Die Doofen (en français, Les Idiots) est un duo musical comique allemand composé de Wigald Boning et Olli Dittrich.

## Biographie
Lorsqu'ils se rencontrent à Hambourg en 1992 sur le plateau du Quatsch Comedy Club (de), ils sont depuis un certain temps dans la musique : après son abitur, Boning a chanté dans deux groupes punks, Dittrich a sorti des disques en solo, est un compositeur reconnu et travaille depuis sept ans pour une maison de disques. Ils développent alors leur intérêt pour le comique. Ils fondent alors "Wigald Boning & die Doofen" et sortent une chanson Fiep, Fiep, Fiep (d. h. ich hab Dich lieb) (Fiep, Fiep, Fiep : cela veut Je t'aime) qui s'appuie sur le non-sens.
En 1993, ils intègrent la troupe de comédiens du RTL Samstag Nacht et reprennent les numéros comiques qu'ils ont mis au point. En 1995, ils reviennent sous le nom de "Die Doofen" et présentent leurs chansons comme Aus dem Zyklus "Lieder, die die Welt nicht braucht" (Dans la série "Les chansons dont la Terre n'a pas besoin"). Il s'agit du titre de leur premier album qui sort en 1995. Il est numéro 1 des ventes et se vend à un plus d'un million d'exemplaires. Le single Mief! (Nimm mich jetzt, auch wenn ich stinke) (Beurk ! (Prends-moi maintenant, même si je pue)) est lui aussi numéro 1.
Se produisant souvent en spectacle, ils ont assez de chansons pour sortir un second album, Melodien für Melonen (Mélodies pour melons), qui n'obtient pas le succès du premier. Peu après, Boning et Dittrich n'apparaissent plus dans l'émission RTL Samstag Nacht dans leur duo.
Lorsque l'émission s'arrête en 1998, ils se séparent définitivement. Dans leur dernier spectacle, ils interprètent une parodie de la chanson Time to say goodbye interprétée par Sarah Brightman et Andrea Bocelli.
Leurs carrières solos connaissent une certaine réussite. À côté de ses productions pour la télévision, Dittrich joue dans le groupe Texas Lightning. Avec Tommy Krappweis (de), Boning crée le personnage de télévision Bernd das Brot. En 1998, ils se reforment le temps d'une soirée mais n'excluaient pas la possibilité de continuer ainsi.

## Discographie

### Wigald Boning & Die Doofen
- 1992: Album Langspielplatte
- 1992: Single Fiep, Fiep, Fiep
- 1992: Single Ich bin ganz aus Lakritz gemacht

### Die Doofen
- 1995: Album Lieder, die die Welt nicht braucht
- 1995: Single Mief! (Nimm mich jetzt, auch wenn ich stinke)
- 1995: Single Jesus
- 1996: Album Melodien für Melonen
- 1996: Single Prinzessin de Bahia Tropical
- 1996: Single Zicke Zack Tsatsiki
- 1996: Single Lach doch mal

## Source, notes et références
1. ↑  « musicline.de/de/chartverfolgun… »(Archive.org • Wikiwix • Archive.is • Google • Que faire ?).
2. ↑  « musicline.de/de/chartverfolgun… »(Archive.org • Wikiwix • Archive.is • Google • Que faire ?).

- (de) Cet article est partiellement ou en totalité issu de l’article de Wikipédia en allemand intitulé « Die Doofen » (voir la liste des auteurs).